# Drouges
Drouges is een dorp in Frankrijk, in Bretagne.

## Geografie
De oppervlakte van Drouges bedraagt 11,7 km².
De onderstaande kaart toont de ligging van Drouges met de belangrijkste infrastructuur en aangrenzende gemeenten.

## Demografie
Onderstaande figuur toont het verloop van het inwonertal, bron: INSEE-tellingen. 

1. ↑  Populations de référence 2022.